# Mikéa
Mikéa (Makoa), maleno pleme lovaca i sakupljača iz tropske kišne šume jugozapadnog Madagaskara. 

## Porijeklo i povijest
Porijeklo ovog naroda još je pod debatom, smatra se u stvari da Madagaskar nastanjuju još prije dolaska proto-Malagasa s područja današnje Indonezije na ovaj veliki otok. Prema drugom vjerovanju oni su porijeklom od Vazimba. Današnji Mikéa po govoru su Malagasi, a mnogi njihovi današnji običaji i vjerovanja slični su malagaškim. Ovaj naziv, po svoj prilici počeo je označavati sve one koji su počeli živjeti u šumi, a pravi su Mikéa nestali ili asimilirani od malagaških skupina. Pravih specijaliziranih lovaca/sakupljača više nema. Njihova ekonomija mješavina je agrikulture i ribolova. Među njima neki se danas nazivaju imenima Masikoro, ili pak kao Vezo. Njihova naselja su stalna agrikulturna sela, a prisutnost lova i sakupljanja veoma je malena.
Do nestajanja pravih Mikéa mora da dolazi još u periodu dinastije Andrevola od 17. do 19. stoljeća, a nastavlja se ili završava u vrijeme francuskog kolonijalizma, kada kolonijalna policija počinje nomade naseljavati po stalnim naseljima. Njihovi potomci tako danas postadoše seljaci, ali sebe i dalje nazivaju Mikéa.

## Klan i religija
Današnji Mikéa su jednobošci, a svoga boga nazivaju Ndranahare. Neki njih privedeni su ili kršćanstvu ili islamu.
Njihovi klanovi isti su kao kod Naroda Vezo i Masikoro. Klanski vođa-mpitokazomanga, priziva pretke kroz posebne ceremonije u kojima se žrtvuju govedo ili koza. Klanske ceremonije izvode se iz raznih razloga, a to su: Soro, prizivanje predaka zbog neke pomoći; Soro'anake, običaj filijacije, djeca će pripasti klanu oca; Savatse, ceremonija muške circumcizije; Bilo, festival ozdravljenja.
Kod Mikéa postoje i Ambiasa, proricatelji koji mogu vidjeti prošlost, sadašnjost i budućnost i događaje u nadnaravnom svijetu kroz postupak sikily. Neki od ambiasa prakticiraju i vorike, crnu magiju. Ambiase su uvijek muškarci.
Klan, obitelj ili pojedinac mogu se zaštititi magijom aoly i pridržavanjem specifičnih tabua zvanih faly. Za većinu Mikéa su faly svinja i ovca.

## Vanjske poveznice
- Jean Pierre Dutilleux, The Mikéa  Arhivirana inačica izvorne stranice od 28. rujna 2007. (Wayback Machine)
- About the people: History, identity, and culture  Arhivirana inačica izvorne stranice od 30. srpnja 2007. (Wayback Machine)